# Върховен административен съд
 Тази статия е за институцията в България.  За съда в Източна Румелия вижте Върховен административен съд (Източна Румелия).  
Върховният административен съд (ВАС) на България осъществява върховен съдебен надзор в държавата, по прилагане на законите в административното правораздаване.
ВАС разглежда жалби и протести и срещу актове на Министерския съвет, ръководители на други ведомства, непосредствено подчинени на Министерския съвет, актове на Висшия съдебен съвет, актове на Българската народна банка, актове на областните управители, както и други актове, посочени в закона.
Председателят на Върховния административен съд се назначава от президента на Република България за срок от 7 години по предложение на Висшия съдебен съвет. Той осъществява функциите, свързани с организационното ръководство на работа на съда и го представлява пред държавните институции; свиква и ръководи заседанията на общото събрание на съдиите на пленума; прави предложение за издаване на тълкувателни решения; предлага на пленум разпределението на съдиите по колегии; назначава и освобождава служителите в съда.

## Заседания и подсъдност
Върховният административен съд разглежда делата като касационна институция в тричленен състав, свързани с жалби и протести срещу незаконосъобразни ненормативни актове на министри, ръководители на други ведомства, подчинени на Министерския съвет, на областни управители и др.
Върховният административен съд разглежда и делата, свързани с жалби и протести срещу незаконосъобразни нормативни актове на Министерския съвет, на министрите и ръководителите на ведомства, подчинени на правителството, от петчленен състав. От петчленния състав се разглеждат и жалбите срещу решенията на тричленния състав на Върховния административен съд. Решенията на петчленния състав не подлежат на обжалване.

## История
Върховният административен съд съществува в няколко периода от историята на страната:

### 1913 – 1922
Върховният административен съд е създаден за пръв път със Закон за административното правосъдие от 1912 година и започва да функционира на следващата година, като поема главно функциите на дотогавашното Административно отделение на Върховния съд. През 1922 година Законът за административното правосъдие е отменен и съдът е закрит.

### 1934 – 1948
Върховният административен съд е възстановен след Деветнадесетомайския преврат през 1934 година. Комунистическата Димитровска конституция от 1947 година премахва съдебния контрол на администрацията и ВАС е отново закрит.

### след 1996
Конституцията на Република България от 1991 година предвижда създаването в едногодишен срок на Върховен административен съд. Това изискване не е спазено и ВАС е възстановен едва през 1996 година.

## Председателство на ВАС
От 2010 г. председател на ВАС е Георги Колев.
От края на 2017 г. председател на ВАС е Георги Чолаков.